# نيكولا بيليك
نيكولا بيليك (بالألمانية: Nikola Bilyk) مواليد 28 نوفمبر 1996 في تونس، هو لاعب كرة يد نمساوي يلعب كوسط مدافع. يلعب حاليا مع نادي كيل لكرة اليد ويحمل الرقم 53. مثل منتخب النمسا لكرة اليد.

## سجل المنافسة
شارك في البطولات التالية:
- بطولة العالم لكرة اليد للرجال 2015

## روابط خارجية
- نيكولا بيليك على موقع الاتحاد الأوروبي لكرة اليد (الإنجليزية)
- نيكولا بيليك على موقع نادي كيل لكرة اليد (الألمانية)